# Reinwardtiodendron humile
Reinwardtiodendron humile là một loài thực vật có hoa trong họ Meliaceae. Loài này được (Hassk.) Mabb. miêu tả khoa học đầu tiên năm 1982.